# 波普通
波普通是危地馬拉的城鎮，由貝登省負責管轄，位於該國東部，距離首都危地馬拉市385公里，始建於1927年，面積1,766平方公里，海拔高度510米，每年平均降雨量約1,700毫米，2002年人口35,663。